# Slag bij Ponza
De Slag bij Ponza was een zeeslag die plaatsvond op 5 augustus 1552 ter hoogte van het eiland Ponza, voor de kust van het Italiaanse Lazio. De admiralen Turgut Reis en Andrea Doria stonden opnieuw voor elkaar.

## Achtergrond
In 1550 had admiraal Andrea Doria de havenstad Mahdia in Tunesië op de Ottomanen veroverd. Intussen had Frankrijk de oorlog met de Habsburgse monarchie hervat, de Italiaanse Oorlog (1551-1559) en had koning Hendrik II van Frankrijk, de Franco-Ottomaanse Alliantie hernieuwd.

## Zeeslag
Turgut Reis had een vloot van 100 galeien, Andrea Doria had er slechts veertig. De Fransen steunden de Ottomanen met drie schepen. Nadat de Turgut Reis zeven Genueese galeien had veroverd, werd de strijd gestaakt.

## Vervolg
De Ottomaanse vloot meerde aan op het eiland Mallorca, dat hun uitvalbasis werd in het westelijk deel van de Middellandse Zee. In 1553 veroverde de Franco-Ottomaanse Alliantie het eiland Corsica, sinds de dertiende eeuw in handen van de Republiek Genua.